# Барл
Барл (англ. Barle) — река в Юго-Западной Англии протекает через Эксмур. Высота над уровнем моря — 396,24 м (1300 футов) — 426,72 м (1400 футов). Протяжённость — 40,23 км (25 миль) или 39,6 км. Площадь бассейна — 128 км².

## Название
Название фигурирует как Bergel В 1219 году и как Burewelle в 1279. Происходит от староанглийского beorg wella — «горный поток». Гидроним барл происходит от гаэльского barlln — «горная».

## Описание
Течёт с плато Чейнз в северной части вересковых пустошей Эксмура в графстве Сомерсет на восток. Впадает через 11,27 км (7 милей) в реку Экс близ Эксбриджа в Девоне. Река и её долина являются Участками особого научного значения для биологии. На многие километры прибрежные территории покрыты лесами. Река пригодна для каякинга.
На плато Чейнз, выше Симонсбата по течению, есть водохранилище Пинкери Понд площадью 1,2 га. Оно образовано в результате запружения реки в XIX веке землевладельцем Джоном Найтом и его сыном, и изначально должно было иметь площадь в 2,8 га. Назначение водохранилища неизвестно, но недалеко от него находятся остатки небольшого канала.

## Достопримечательности
В Витипуле на реке стоит позднесредневековый шестиарочный мост Лендэйкр-Бридж, а близ Далвертона — древний каменно-плитный мост Тарр Степс: оба являются памятниками архитектуры.